# Phorcydes
Pour les articles homonymes, voir Phorcydes (homonymie).
Dans la mythologie grecque, les Phorcydes ou Phorcides (en grec ancien Φορκίδες)  sont les enfants du dieu Phorcys (le plus souvent conçus avec sa femme Céto). Il s'agit pour la plupart de ses monstres hideux attachés à la mer :
- Les Grées[1],[2] : Dino, Ényo et Péphrédo ;
- Les Gorgones[2],[3] : Euryale, Sthéno et Méduse ;
- Les sirènes[4],[5] ;
- Les Hespérides[4],[6] : Églé, Aréthuse et Érythie ;
- Échidna[4],[7] ;
- Scylla[4],[8] ;
- Ladon[4],[9] ;
- Thoosa[10].